# Inge I Garbaty
Inge I Garbaty, norw. Inge I (Haraldsson) Krokrygg (ur. 1135, zm. 1161) – król Norwegii 1136–1161, z dynastii Yngling.
Urodzony w 1135 roku, syn króla Norwegii Haralda IV Gille (zm. 1136) i Ingrid ks. szwedzkiej (zm. po 1161), córki Rangvalda, syna króla Szwecji Inge I Starszego z rodu Stenkila (zmarł po 1112). Imię otrzymał po dziadku swej matki. Był jedynym prawowitym synem króla Norwegii Haralda IV, a przyrodnim bratem Sigurda II Gęby i Eysteina II. W 1136 r. został władcą krainy Viken (południowo-wschodnia część kraju wokół Oslofjord), a po śmierci swego ojca, zamordowanego przez uzurpatora Sigurda III Złego Diakona, został obwołany królem Norwegii. Faktyczną władzę podczas małoletniości króla sprawował regent Ogmund Dreng, który walczył z pretendentami do korony: Sigurdem III i jego sojusznikiem Magnusem IV Ślepym. Po trwających trzy lata walkach Sigurd III i Magnus IV zostali pokonani w bitwie pod Holmengra (1139), gdzie Magnus IV zginął, a Sigurd III został wzięty do niewoli i wkrótce zamordowany.
Po kilku latach spokoju w królestwie rozpoczęły się walki między królem Inge a jego przyrodnimi braćmi, którzy formalnie również nosili tytuły królewskie. Bratobójcze walki doprowadziły do podziału kraju między braci (Sigurd II w płd. części kraju, Eystein II w krainie Trondelag), jednak król Inge I zachował władzę zwierzchnią. Za czasów króla w 1152 roku wcześniejsze biskupstwo w Nidaros (dzisiejsze Trondheim), stolicy państwa do 1217, zostało podniesione do rangi arcybiskupstwa, co oznaczało uniezależnienie się Kościoła norweskiego od duńskiej archidiecezji z siedzibą w Lund.
W następnych latach Inge I, dążąc do zdobycia pełnej władzy w kraju, zabił obu swych przyrodnich braci (Sigurda II w 1155, Eysteina II w 1157), potem jednak musiał walczyć ze swymi bratankami: Haakonem II Barczystym i Sigurdem Markusfostre, którzy pokonali króla w bitwie pod Oslo 4 lutego 1161, podczas której Inge poległ. Po śmierci Inge I królem Norwegii został Haakon II Barczysty.
Inge I nie był żonaty, nie miał też potomstwa. W rok po śmierci króla Magnusa V, panującego w latach 1161–1184, niejaki Jon Kuvlung, wcześniej będący klerykiem, został przywódcą buntu przeciwko możnym, następnie obwołał się synem Inge I i zajął krainę Viken, a także udało mu się zdobyć stołeczne Nidaros. Zginął on w bitwie w 1188 r. Okres panowania króla Inge I, jak również jego poprzedników i następców, był okresem wieloletniej wojny domowej (lata 1130–1240) pomiędzy władcami norweskimi, okres ten w historii Norwegii znany jest pod nazwą 'borgerkrigstid'.